# Шри-Ланка на летних Олимпийских играх 2012
Шри-Ланка на летних Олимпийских играх 2012 была представлена как минимум в четырёх видах спорта пятью спортсменами.

## Результаты соревнований

### Бадминтон
Спортсменов — 1
Мужчины
| Соревнование     | Спортсмены         | Групповой этап | Групповой этап | Групповой этап | 1/8 финала    | 1/4 финала    | 1/2 финала    | Финал         | Финал |
| Соревнование     | Спортсмены         | 1 матч         | 2 матч         | 3 матч         | 1/8 финала    | 1/4 финала    | 1/2 финала    | Финал         | Финал |
| Соревнование     | Спортсмены         | Соперник Счёт  | Соперник Счёт  | Соперник Счёт  | Соперник Счёт | Соперник Счёт | Соперник Счёт | Соперник Счёт | Место |
| ---------------- | ------------------ | -------------- | -------------- | -------------- | ------------- | ------------- | ------------- | ------------- | ----- |
| Одиночный разряд | Нилука Карунаратне |                |                |                |               |               |               |               |       |

### Лёгкая атлетика
Следующие ланкийские спортсмены прошли квалификацию (стране можно до 3 спортсменов стандарта A или 1 стандарта B)
Мужчины
| Дисциплина | Спортсмен      | Предварительный раунд | Предварительный раунд | Четвертьфиналы | Четвертьфиналы | Полуфиналы | Полуфиналы | Финал     | Финал |
| Дисциплина | Спортсмен      | Результат             | Место                 | Результат      | Место          | Результат  | Место      | Результат | Место |
| ---------- | -------------- | --------------------- | --------------------- | -------------- | -------------- | ---------- | ---------- | --------- | ----- |
| марафон    | Анурадха Курэй |                       |                       |                |                |            |            |           |       |

### Плавание
От Шри-Ланки за медали будут бороться два пловца (мужчина и женщина).
Мужчины
| Спортсмен      | Дисциплина          | Предварительный раунд | Предварительный раунд | Полуфинал | Полуфинал | Финал | Финал |
| Спортсмен      | Дисциплина          | Время                 | Место                 | Время     | Место     | Время | Место |
| -------------- | ------------------- | --------------------- | --------------------- | --------- | --------- | ----- | ----- |
| Хешан Унамбуве | 100 метров на спине |                       |                       |           |           |       |       |

Женщины
| Спортсмен         | Дисциплина                | Предварительный раунд | Предварительный раунд | Полуфинал | Полуфинал | Финал | Финал |
| Спортсмен         | Дисциплина                | Время                 | Место                 | Время     | Место     | Время | Место |
| ----------------- | ------------------------- | --------------------- | --------------------- | --------- | --------- | ----- | ----- |
| Решика Удугампола | 100 метров вольным стилем |                       |                       |           |           |       |       |

### Стрельба
Мужчины
| Соревнование             | Спортсмены | Квалификация | Квалификация | Финал | Всего     | Всего |
| Соревнование             | Спортсмены | Результат    | Место        | Финал | Результат | Место |
| ------------------------ | ---------- | ------------ | ------------ | ----- | --------- | ----- |
| Винтовка лёжа, 50 метров |            |              |              |       |           |       |
| Мангала Самаракун        |            |              |              |       |           |       |